# Виноградова, Наталья Фёдоровна
Наталья Фёдоровна Виноградова (род. 1937) — советский и российский учёный в области педагогики, организатор образования, доктор педагогических наук (1994), профессор (1996). Член-корреспондент РАО (2001). Заслуженный деятель науки Российской Федерации (2008).

## Биография
Родилась 29 августа 1937 года в Москве.
С 1957 по 1962 год обучалась в Московском государственном педагогическом институте имени В. И. Ленина. С 1962 по 1983 год на педагогической работе в системе средних общеобразовательных учебных заведениях в должности учителя психологии и завучем, была преподавателем педагогического училища.  С 1983 года на научно-педагогической работе в НИИ общей педагоги АПН СССР — РАО в должностях научного сотрудника и заведующая Лабораторией начального образования. 
В 1972 году Наталья Виноградова защитила диссертацию на соискание учёной степени кандидат педагогических наук по теме: «Развитие связной речи детей старшего дошкольного возраста на основе ознакомления с природой», в 1994 году — доктор педагогических наук по теме: «Теоретические и научно-методические основы ознакомления детей старшего дошкольного и младшего школьного возраста с окружающим миром». В 1996 году приказом ВАК ей было присвоено учёное звание профессор. 27 апреля 2001 года избрана член-корреспондентом РАО по Отделению общего среднего образования. 
Основная научная деятельность Н. Ф. Виноградовой была связана с вопросами в области преемственности с дошкольным воспитанием и основной школой, литературного чтения, дидактики начальной школы и теории и методики обучения окружающему миру. Помимо основной деятельности являлась членом Экспертного совета по педагогике и психологии ВАК, а так же главным редактором журнала «Начальное образование» и членом редакционной коллегии журнала «Начальная школа». Является автором около 400 научных трудов и монографий в области проблем семейного, дошкольного и начального образования. 
3 октября 2001 году Указом Президента России «за  создание комплекта  учебно-методических  пособий  "Начальная школа XXI века" для общеобразовательных учреждений» Наталья Виноградова становится лауреатом Премии Президента РФ в области образования. 10 июня 2008 года «За большие  заслуги  в научной деятельности» Заслуженный деятель науки Российской Федерации (2008 — «За большие  заслуги  в научной деятельности»)

## Награды
- Медаль К. Д. Ушинского
- Заслуженный деятель науки Российской Федерации (2008 — «За большие  заслуги  в научной деятельности»)[8]
- Лауреат Премия Президента Российской Федерации в области образования  за 2001 год — «за  создание комплекта  учебно-методических  пособий  "Начальная школа XXI века"

для общеобразовательных учреждений»